# Inocente Lizano
Inocente Lizano Viciedo (* 28. Dezember 1940 in Las Villas) ist ein ehemaliger kubanischer Radrennfahrer und nationaler Meister im Radsport.

## Sportliche Laufbahn
Lizano war Straßenradsportler und auch im Bahnradsport aktiv. Lizano gehörte zur ersten Generation kubanischer Radrennfahrer, die international an Radrennen teilnahm. 
Er war Teilnehmer der Olympischen Sommerspiele 1968 in Mexiko-Stadt. In der Mannschaftsverfolgung scheiterte der Bahnvierer aus Kuba mit Sergio Martínez, Roberto Menéndez, Raúl Marcelo Vázquez und Inocente Lizano in der Vorrunde.
Bei den Zentralamerika- und Karibikspielen 1966 holte er die Bronzemedaille in der Mannschaftsverfolgung. Bei den Zentralamerika- und Karibikspielen 1970 gewann er Silber im Mannschaftszeitfahren. 
Die Internationale Friedensfahrt fuhr Lizano dreimal. 1972 kam auf den 58. Rang der Gesamtwertung. 1965 und 1968 schied er aus. Die Kuba-Rundfahrt bestritt er achtmal. 1965 holte er einen Etappensieg und wurde Neunter der Gesamtwertung.